# کاخ فوکیاژ
کاخ فوکیاژ (انگلیسی: Fukiage Palace)، اقامتگاه اصلی امپراتور ژاپن، واقع در باغ فوکیاژ در محوطه کاخ امپراتوری توکیو است.